# مصطفی کیانی (بازیکن فوتبال)
مصطفی کیانی (زاده ۲۱ خرداد ۱۳۷۳ - ایذه) بازیکن فوتبال اهل ایران است.
وی سابقه عضویت در تیم‌های فولاد نوین، استقلال اهواز، شهرداری ماهشهر، بادران، قشقایی، استقلال ملاثانی، چادرملو و نفت مسجدسلیمان را در کارنامه دارد.